# Dmytro Pidrutschnyj
Dmytro Pidrutschnyj (ukrainisch Дмитро Підручний, englisch Dmytro Pidruchnyy; * 5. November 1991 in Ternopil, Ukrainische SSR, Sowjetunion) ist ein ukrainischer Biathlet.

## Karriere
Dmytro Pidrutschnyj gab sein internationales Debüt bei den Juniorenweltmeisterschaften 2010 in Torsby, wo er 52. des Einzels und mit Andrij Wosnjak, Witalij Sokoljuk und Mychailo Serdjuk Achter des Staffelrennens wurde. Ein Jahr später wurde er in Nové Město na Moravě 32. des Einzels, 26. des Sprints und 54. der Verfolgung, mit der Staffel wurde er Siebter. Auch bei den Juniorenrennen der Europameisterschaften in Ridnaun wurde er Staffel-Siebter sowie 23. des Einzels, 30. des Sprints und 32. der Verfolgung. Erstes Großereignis 2012 wurden erneut die Europameisterschaften. In Osrblie verpasste er als Elfter im Einzel knapp die Top Ten, wurde 19. des Sprints und 21. der Verfolgung. Besonders gute Ergebnisse erreichte Pidrutschnyj bei den Juniorenweltmeisterschaften 2012 in Kontiolahti. Der Ukrainer wurde Achter des Einzels, Neunter mit der Staffel und im Sprint sowie 12. des Verfolgungsrennens. Im weiteren Jahresverlauf startete er auch bei den Juniorenrennen der Sommerbiathlon-Weltmeisterschaften 2012 in Ufa und gewann mit Julija Bryhynez, Iryna Warwynez und Oleksandr Dachno als Schlussläufer die Silbermedaille im Staffelrennen und wurde Neunter in Sprint und Verfolgung.
Zur Saison 2012/13 begann Pidrutschnyj bei den Männern zu starten. Sein erstes Rennen im IBU-Cup machte er zum Auftakt der Saison in Idre, wo er 52. des Sprints wurde. Wenig später bestritt er in Pokljuka sein erstes Rennen im Weltcup und wurde 98. des Sprints. In Sotschi erreichte er als 46. eines Einzels sein bislang bestes Resultat im Weltcup und verpasste nur um sechs Plätze die Punkteränge. In Martell erreichte er mit Platz zehn in einem Sprintrennen nicht nur sein bislang bestes Ergebnis im Europacup, sondern auch seine erste Platzierung unter den besten Zehn und gewann überhaupt seine ersten Punkte in der Rennserie. Erste internationale Meisterschaften bei den Männern wurden die Europameisterschaften 2013 in Bansko, bei denen Pidrutschnyj 23. des Einzels, 30. des Sprints, 32. der Verfolgung und Staffel-Siebter wurde. Bei der Winter-Universiade 2013 im Trentino gewann er drei Medaillen: Bronze im Sprint, Gold im Massenstart und Silber mit Jana Bondar, Witalij Kiltschyzkyj und Iryna Warwynez in der Mixed-Staffel. Seinen internationalen Durchbruch hatte der Ukrainer in der Saison 2013/14. In Hochfilzen gewann er als Sechster eines Sprints erstmals Weltcuppunkte.
Bei den Olympischen Spielen in Sotschi und Pyeongchang kam er in den Einzelrennen nicht unter die Top Ten. Die Saison 2016/17 schloss Pidrutschnyj mit einem 17. Platz in der Weltcup-Gesamtwertung ab. Im Januar 2018 gewann er in Ridnaun mit der Mixed-Staffel bei den Europameisterschaften die Goldmedaille. Basis war eine gute Schießleistung, welche der Mixed-Staffel auch in Kontiolahti mit nur drei Nachladern den zweiten Platz beim Weltcup bescherte. Im Dezember 2018 belegte Pidruchnyi als Sechster in Nové Město na Moravě seine bislang beste Platzierung in einem Verfolgungsrennen. Als 17. Im Gesamtklassement reiste Pidruchnyi zu den Weltmeisterschaften 2019 nach Östersund. Dank eines fehlerfreien Schießens kam er im Sprint auf den vierten Platz, wobei er die Bronzemedaille nur um drei Zehntelsekunden verpasste. Die gute Ausgangsposition nutzte er in der Verfolgung, bei der er nur beim ersten Anschlag zwei Fehler schoss. Mit 8,3 Sekunden Vorsprung vor dem Seriensieger der Saison Johannes Thingnes Bø gewann er die Goldmedaille. Die Saison 2021/22 musste er Ende Februar 2022 beenden, da er nach dem Angriff Russlands auf die Ukraine zum Militärdienst eingezogen wurde, den er in seiner Heimatstadt Ternopil in der Nationalgarde ableistet.

## Statistiken

### Weltcupplatzierungen
Die Tabelle zeigt alle Platzierungen (je nach Austragungsjahr einschließlich Olympische Spiele und Weltmeisterschaften).
- 1.–3. Platz: Anzahl der Podiumsplatzierungen
- Top 10: Anzahl der Platzierungen unter den ersten zehn (einschließlich Podium)
- Punkteränge: Anzahl der Platzierungen innerhalb der Punkteränge (einschließlich Podium und Top 10)
- Starts: Anzahl gelaufener Rennen in der jeweiligen Disziplin
- Staffel: inklusive Mixed- und Single-Mixed-Staffeln

| Platzierung                    | Einzel | Sprint | Verfolgung | Massenstart | Staffel | Gesamt |
| ------------------------------ | ------ | ------ | ---------- | ----------- | ------- | ------ |
| 1. Platz                       |        |        | 1          |             |         | 1      |
| 2. Platz                       |        |        |            |             | 2       | 2      |
| 3. Platz                       |        |        |            |             | 2       | 2      |
| Top 10                         |        | 13     | 7          | 3           | 44      | 67     |
| Punkteränge                    | 3      | 44     | 43         | 21          | 57      | 168    |
| Starts                         | 14     | 70     | 46         | 21          | 58      | 209    |
| Stand: nach der Saison 2022/23 |        |        |            |             |         |        |

### Olympische Winterspiele
Ergebnisse bei Olympischen Winterspielen:
|                                             | Einzelwettbewerbe | Einzelwettbewerbe | Einzelwettbewerbe | Einzelwettbewerbe | Staffelwettbewerbe | Staffelwettbewerbe |
| Sprint                                      | Verfolgung        | Einzel            | Massenstart       | Herrenstaffel     | Mixedstaffel       |                    |
| ------------------------------------------- | ----------------- | ----------------- | ----------------- | ----------------- | ------------------ | ------------------ |
| Olympische Winterspiele 2014 \| Sotschi     | –                 | –                 | 54.               | –                 | 9.                 | –                  |
| Olympische Winterspiele 2018 \| Pyeongchang | 21.               | 34.               | –                 | –                 | 9.                 | 7.                 |
| Olympische Winterspiele 2022 \| Peking      | 13.               | 13.               | 18.               | 24.               | 9.                 | 13.                |